# TOML
TOML — формат сериализации данных, спроектированный для обеспечения человекочитаемости с одной стороны и однозначного преобразования в ассоциативный массив с другой. Спецификация языка открыта и дополняется сообществом. Название «TOML» является акронимом «Tom’s Obvious, Minimal Language» (Очевидный язык Тома), имея в виду своего создателя, Tom Preston-Werner.
TOML используется в ряде программных продуктов, его поддержка реализована в большом количестве языков программирования.
По написанию TOML похож на INI-файлы.

## Синтаксис
Синтаксис TOML основан на парах ключ = "значение", [разделах] и # комментариях.
Список поддерживаемых спецификацией типов включает: String, Integer, Float, Boolean, Datetime, Array, и Table.

### Пример
```
# Документ TOML.

title
 
=
 
"Пример TOML"

[owner]

name
 
=
 
"Tom Preston-Werner"

dob
 
=
 
1979-05-27T07:32:00-08:00
 
# First class dates

[database]

server
 
=
 
"192.168.1.1"

ports
 
=
 
[
 
8001
,
 
8002
,
 
8003
 
]

connection_max
 
=
 
5000

enabled
 
=
 
true

[servers]

  
# Отступы (табуляции и/или пробелы) допустимы, но необязательны

  
[servers.alpha]

  
ip
 
=
 
"10.0.0.1"

  
dc
 
=
 
"eqdc10"

  
[servers.beta]

  
ip
 
=
 
"10.0.0.2"

  
dc
 
=
 
"eqdc10"

[clients]

data
 
=
 
[
 
[
"gamma"
,
 
"delta"
],
 
[
1
,
 
2
]
 
]

# Переводы строки допустимы внутри объявлений массивов

hosts
 
=
 
[

  
"alpha"
,

  
"omega"

]

```